# Vore sønner
Vore sønner (russisk: Наш дом) er en sovjetisk spillefilm fra 1965 af Vasilij Pronin.

## Medvirkende
- Anatolij Papanov
- Nina Sazonova
- Ivan Lapikov som Kolja
- Vadim Beroev som Nikolaj
- Aleksej Loktev som Volodja